# HIST1H4G
A proteína tipo histona H4, tipo G é uma proteína que em humanos é codificada pelo gene HIST1H4G.
As histonas são proteínas nucleares básicas que são responsáveis pela estrutura dos nucleossomos da fibra cromossômica nos eucariotos. Duas moléculas de cada uma das quatro histonas do núcleo (H2A, H2B, H3 e H4) formam um octâmero, em torno do qual aproximadamente 146 pb de DNA é envolvido em unidades repetidas, chamadas nucleossomos.  A histona ligante, H1, interage com o DNA ligante entre nucleossomos e funciona na compactação da cromatina em estruturas de ordem superior. Este gene é deprovido de intrão e codifica um membro da família histona H4.  Os transcritos desse gene não possuem caudas de poliA, mas contêm um elemento de terminação palindrômico. Esse gene é encontrado no grande agrupamento de genes de histonas no cromossomo 6.